# Apelacja (winiarstwo)
Apelacja − ograniczony obszar, na którym uprawia się winorośl na wino określonego rodzaju. W wielu państwach stawiane są dodatkowe wymagania, by wino mogło być oznaczone nazwą apelacji, dotyczące m.in. używanych szczepów winorośli, sposobu uprawy, przetwarzania winogron i procesu produkcji wina, choć np. amerykańskie apelacje AVA ograniczają się jedynie do miejsca pochodzenia winogron.
Na terenie Unii Europejskiej system apelacji wpisuje się w regulacje dotyczące Chronionej Nazwy Pochodzenia.
Różne kraje winiarskie używają różnych systemów klasyfikacji:
- Austria: Districtus Austriae Controllatus(inne języki)
- Francja: Appellation d'origine contrôlée
- Hiszpania: Denominación de Origen
- Niemcy: patrz wina niemieckie
- Portugalia: Denominação de Origem Controlada(inne języki)
- Urugwaj: Vino de calidad preferente
- Włochy: Denominazione di origine controllata